# 沙湾拿吉大学
16°33′10″N 104°46′27″E / 16.5528691°N 104.7742091°E
沙湾拿吉大学是一所位于老挝沙湾拿吉省沙湾拿吉的公办大学，也是该国主要的高等院校之一。成立于2009年。